# Eugene James Martin
Pour les articles homonymes, voir Martin.
Eugene James Martin (né à Washington DC le 24 juillet 1938 – mort le 1er janvier 2005 à Lafayette, Louisiane, États-Unis) était un artiste peintre afro-américain prolifique de peintures, dessins et collages.

## Biographie
Eugene James Martin est né à Capitol Hill (Washington). Ses parents étaient Margaret Helen Dove and James Walter Martin, un musicien de jazz. Après la mort de sa mère en 1942 pendant l'accouchement de Jerry Martin, les deux frères sont placés en famille d'accueil à Washington D.C. 
Enfant, Eugene s'est enfui à plusieurs reprises, a été placé dans une école de réforme à l'âge de six ans et a finalement passé le reste de son enfance dans une ferme à Clarksburg, Maryland, où ses parents adoptifs étaient Franie et Madessa Snowdon.
À la ferme, il dessinait des portraits et scènes réalistes, et a également joué la contrebasse, la basse grondante et le trombone dans le groupe Rhythm and blues The Nu-tones. 
Après avoir fréquenté le Corcoran School of Art à Washington de 1960 à 1963, Eugene J. Martin est devenu un artiste peintre à plein temps, considérant l'intégrité artistique son seul guide. 
Tout en passant la majeure partie de sa vie à Washington, Martin a vécu brièvement à Chapel Hill (Caroline du Nord), de 1990 à 1994, est retourné à Washington et, en 1996, a déménagé à Lafayette, en Louisiane, avec son épouse, Suzanne Fredericq, une biologiste, qu'il a épousé en 1988. 
En décembre 2001, il a souffert simultanément d'une hémorragie cérébrale et d'un accident vasculaire cérébral en Belgique. Après une thérapie physique intense à Lafayette (Louisiane), il a repris la peinture et a continué à créer de l'art jusqu'à sa mort,.

## Œuvre

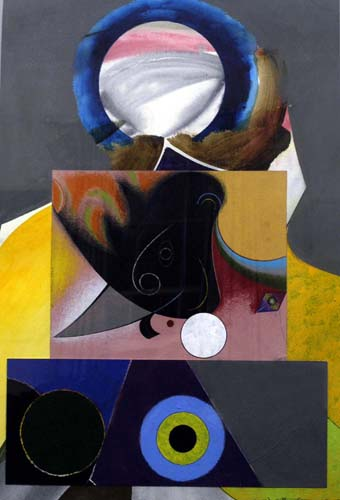
Midnight Golfer, 1990

L'art d'Eugene J. Martin, difficile à catégoriser, est principalement connu pour une imagerie structurelle et biomorphique parmi des secteurs d'abstraction (art) construite, lyrique ou « pure ». Sur la crête étroite de l'abstraction et de la représentation, Eugene J. Martin allie influences modernistes et visions singulières, fantaisie et intégrité artistique absolue, humour et double sens. Satire et abstraction, c'est ainsi qu'il définissait son art. Martin a caractérisé la plupart de son art comme "Satirical Abstraction",.
Les œuvres d'art de Eugene Martin se trouvent dans de nombreuses collections privées à travers le monde, et sont incluses dans la collection permanente de l'Ogden Museum of Southern Art à La Nouvelle-Orléans; le musée d'Art d'Alexandria en Louisiane; le Stowitts Museum à Pacific Grove en Californie; le Musée d’art Moderne de Munich; le Arthur Schomburg Center for Research in Black Culture à New York; le Mobile Museum of Art dans l'Alabama; le Walter O. Evans Collection of African American Art à Savannah, Géorgie; le Paul R. Jones Collection of African American Art à l’Université du Delaware ; et le Walter Anderson Museum à Ocean Springs, Mississippi.
Eugene J. Martin est représenté par la Galerie Zlotowski à Paris.